# Johann Philipp Palm
Johann Philipp Palm (Schorndorf, 17 dicembre 1768 – Braunau am Inn, 26 agosto 1806) è stato un editore tedesco giustiziato durante le guerre napoleoniche.
Considerato un martire per la libertà di parola e per la libertà di stampa, Palm era nato a Schorndorf nel Württemberg, figlio di un farmacista. Ad Erlangen aveva appreso il mestiere dell'editore dallo zio, Johann Jakob Palm (1750–1826). Dopo aver sposato la figlia d'editore Stein di Norimberga, divenne proprietario dell'azienda del suocero.
Unfreiwilliger Held (eroe involontario), Palm passò alla storia suo malgrado: la casa editrice Stein nel luglio del 1806 diede alle stampe un pamphlet intitolato Deutschland in seiner tiefen Erniedrigung ("La Germania nella sua profonda umiliazione"). Lo scritto, pubblicato anonimo, apparve poco dopo l'occupazione francese della città di Norimberga (avvenuta nel marzo dello stesso anno) e in esso si attaccava pesantemente Napoleone e il comportamento tenuto dalle truppe francesi in Baviera. Napoleone stesso, nell'impossibilità di identificarne l'autore, ordinò la cattura e il processo dell'editore. Palm era fuori Norimberga per un viaggio d'affari. Pur consapevole del rischio che correva egli volle rincasare ugualmente, ma fu riconosciuto e denunziato ai militari francesi da un mendicante cui aveva fatto l'elemosina.
Il 14 agosto il generale Jean-Baptiste Jules Bernadotte (1763-1844) gli notificò il decreto di Napoleone (datato 5 agosto 1806) che lo incriminava. Fu quindi trasferito dapprima ad Ansbach e poi a Braunau am Inn il 22 agosto dove, nonostante lui si professasse innocente, nulla poté fare il suo legale, l'avvocato Rudolf Sigmund di Holzschuher (discendente di Hieronimus Holzschuher raffigurato da Albrecht Dürer nel 1526), e fu condannato a morte il 25 agosto.
Trasferito il 22 agosto a Braunau, lungo il confine tra Baviera e Austria, Palm fu giustiziato il 26 agosto del 1806.
Palm non rivelò mai il nome dell'autore del pamphlet che gli fu fatale. Gli storici fecero comunque vari nomi illustri per il contesto dell'epoca: il conte Julius von Soden, Julius Konrad von Yelin o Johann Georg Leuchs. Il nome più probabile è quello di Julius Konrad von Yelin che all'epoca era il direttore generale della filiale di Passau dell'azienda di Palm.

## Curiosità
Nel Mein Kampf, Adolf Hitler dichiara di esser nato nel villaggio del primo martire di una libera nazione tedesca, ovvero Braunau am Inn.

## Eredità
La casa editrice di Erlangen dove Johann Philipp imparò il mestiere esiste ancora oggi e porta il suo nome: Palm & Enke.
Presso Schorndorf ha sede una fondazione no-profit che porta il nome di Palm e che dal 2002 assegna il Premio Johann Philipp Palm per la libertà di espressione e la libertà di stampa. Tra i vincitori si annoverano i giornalisti Sergei Duvanov (Kazakistan), Asya Tretyuk (Minsk, Bielorussia), Pap Saine (Banjul, Gambia) e la rivista femminile afgana Malalai.